# Nederland op het wereldkampioenschap voetbal 1978

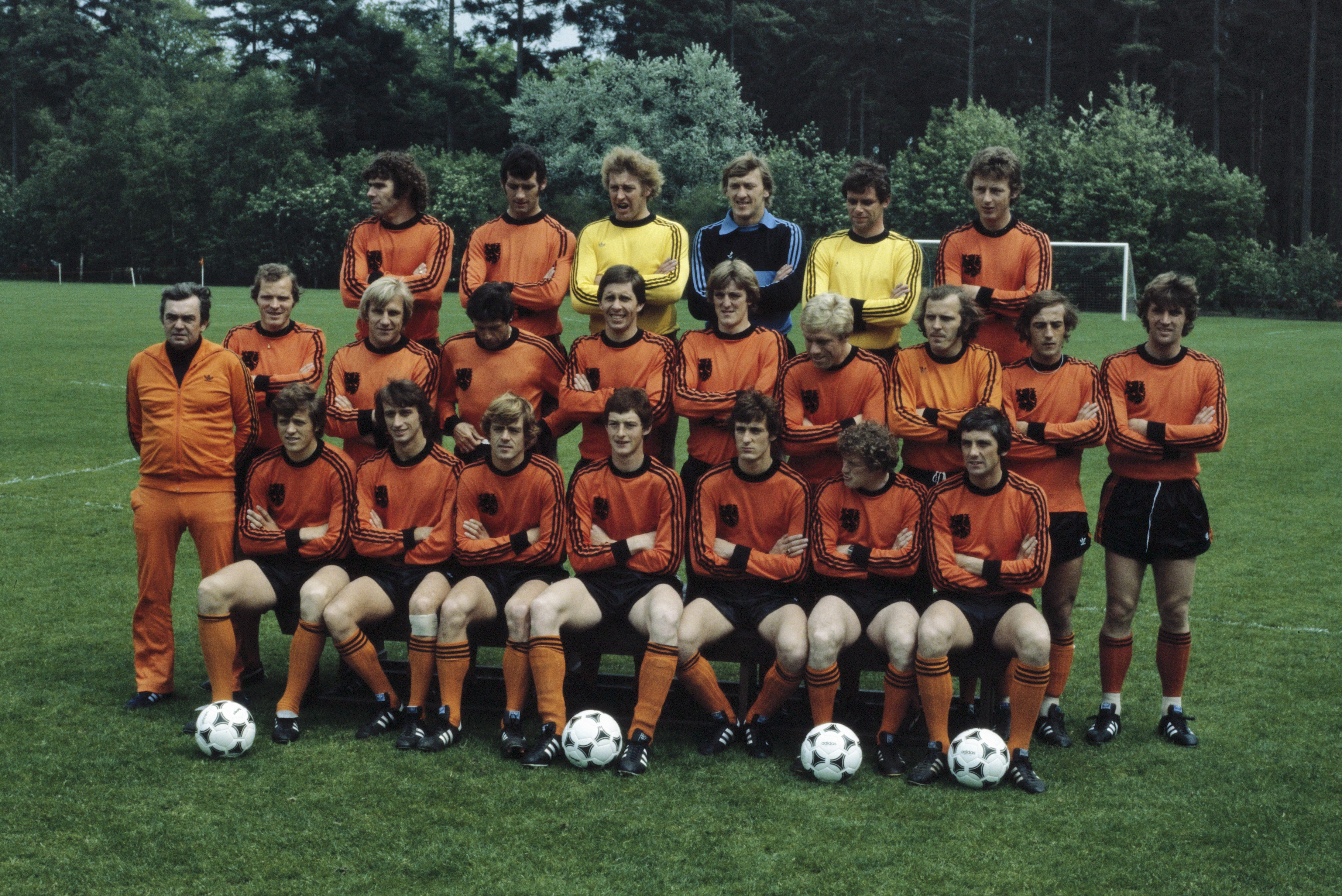
De 22-koppige Oranje-selectie geselecteerd door bondscoach Ernst Happel

Nederland was een van de zestien deelnemende landen aan het Wereldkampioenschap voetbal 1978 in Argentinië. Voor de tweede keer in de geschiedenis werd de finale gehaald en voor de tweede keer verloor Nederland die, nu met 3-1 na verlenging van Argentinië.

## Kwalificatie
Nederland zat ingedeeld in een poule met België, Noord-Ierland en IJsland.
| Land          | Wed | W | G | V | DV | DT | Ptn |
| ------------- | --- | - | - | - | -- | -- | --- |
| Nederland     | 6   | 5 | 1 | 0 | 11 | 3  | 11  |
| België        | 6   | 3 | 0 | 3 | 7  | 6  | 6   |
| Noord-Ierland | 6   | 2 | 1 | 3 | 7  | 6  | 5   |
| IJsland       | 6   | 1 | 0 | 5 | 2  | 12 | 2   |

## Selectie
De selectie bestond uit 22 man onder leiding van bondscoach Ernst Happel.
| No. | Naam                 | Toenmalige club | Positie      | W |   |   | D |   |   |   |
| 1   | Piet Schrijvers      | Ajax            | Doelman      | 3 | 0 | 0 | 0 | 0 | 0 | 0 |
| 2   | Jan Poortvliet       | PSV             | Verdediger   | 6 | 0 | 0 | 0 | 0 | 0 | 0 |
| 3   | Dick Schoenaker      | Ajax            | Middenvelder | 1 | 0 | 0 | 0 | 0 | 0 | 0 |
| 4   | Adrie van Kraaij     | PSV             | Verdediger   | 2 | 0 | 0 | 0 | 0 | 0 | 0 |
| 5   | Ruud Krol            | Ajax            | Verdediger   | 7 | 0 | 0 | 0 | 1 | 0 | 0 |
| 6   | Wim Jansen           | Feyenoord       | Middenvelder | 7 | 0 | 0 | 0 | 0 | 0 | 0 |
| 7   | Piet Wildschut       | FC Twente       | Middenvelder | 3 | 0 | 0 | 0 | 0 | 0 | 0 |
| 8   | Jan Jongbloed        | Roda JC         | Doelman      | 5 | 0 | 0 | 0 | 0 | 0 | 0 |
| 9   | Arie Haan            | RSC Anderlecht  | Middenvelder | 6 | 0 | 0 | 2 | 1 | 0 | 0 |
| 10  | René van de Kerkhof  | PSV             | Aanvaller    | 7 | 0 | 0 | 1 | 1 | 0 | 0 |
| 11  | Willy van de Kerkhof | PSV             | Middenvelder | 7 | 0 | 0 | 1 | 1 | 0 | 0 |
| 12  | Rob Rensenbrink      | RSC Anderlecht  | Aanvaller    | 7 | 0 | 0 | 5 | 0 | 0 | 0 |
| 13  | Johan Neeskens       | FC Barcelona    | Middenvelder | 5 | 0 | 0 | 0 | 0 | 0 | 0 |
| 14  | Jan Boskamp          | RWDM            | Middenvelder | 1 | 0 | 0 | 0 | 0 | 0 | 0 |
| 15  | Hugo Hovenkamp       | AZ'67           | Verdediger   | 0 | 0 | 0 | 0 | 0 | 0 | 0 |
| 16  | Johnny Rep           | SC Bastia       | Aanvaller    | 7 | 0 | 0 | 3 | 1 | 0 | 0 |
| 17  | Wim Rijsbergen       | Feyenoord       | Verdediger   | 3 | 0 | 0 | 0 | 0 | 0 | 0 |
| 18  | Dick Nanninga        | Roda JC         | Aanvaller    | 3 | 0 | 0 | 1 | 0 | 1 | 0 |
| 19  | Pim Doesburg         | Sparta          | Doelman      | 0 | 0 | 0 | 0 | 0 | 0 | 0 |
| 20  | Wim Suurbier         | Schalke 04      | Verdediger   | 4 | 0 | 0 | 0 | 1 | 0 | 0 |
| 21  | Harry Lubse          | PSV             | Aanvaller    | 0 | 0 | 0 | 0 | 0 | 0 | 0 |
| 22  | Ernie Brandts        | PSV             | Verdediger   | 4 | 0 | 0 | 2 | 0 | 0 | 0 |

## Afbeeldingen

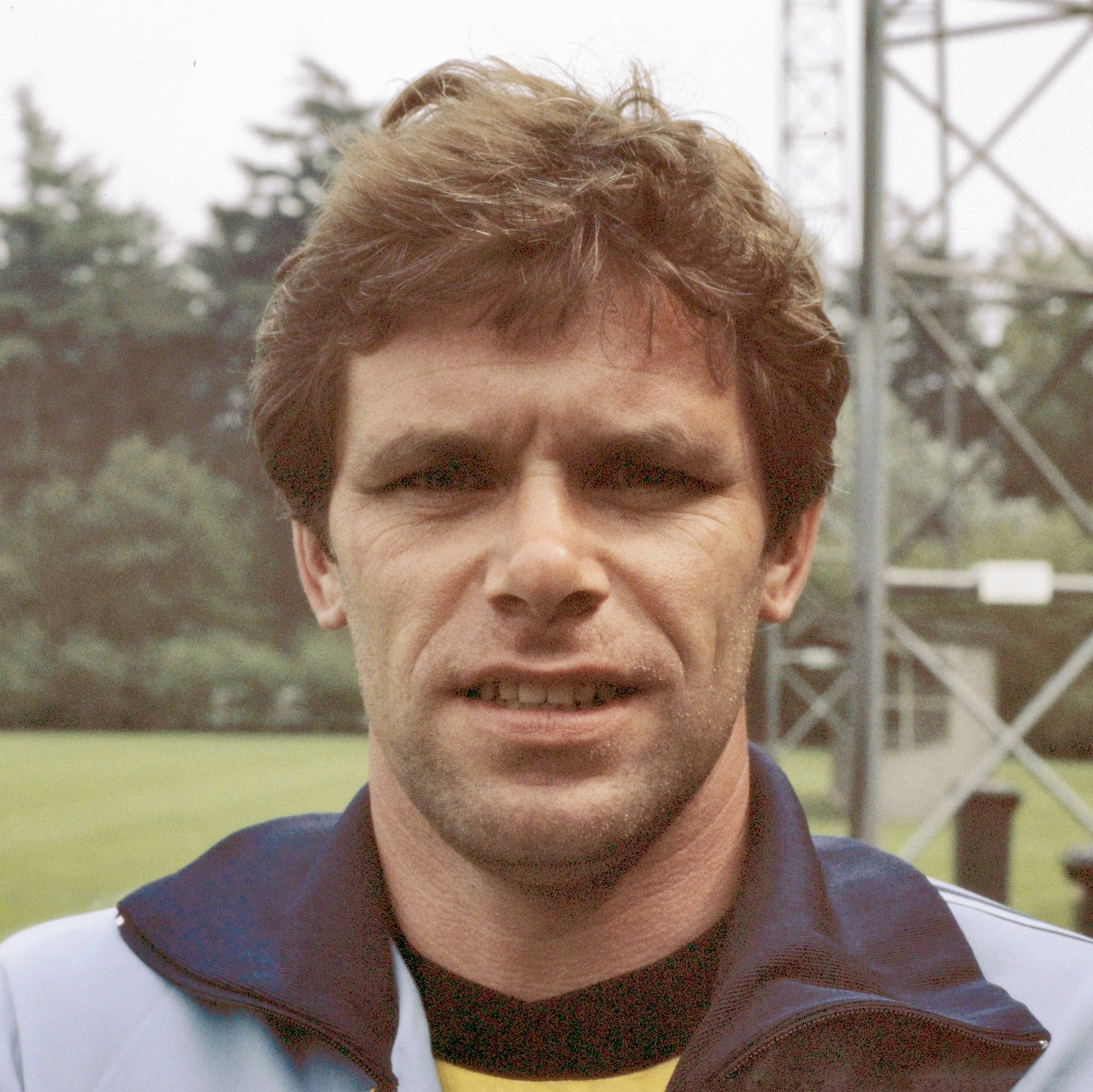
Jan Jongbloed (doelman)
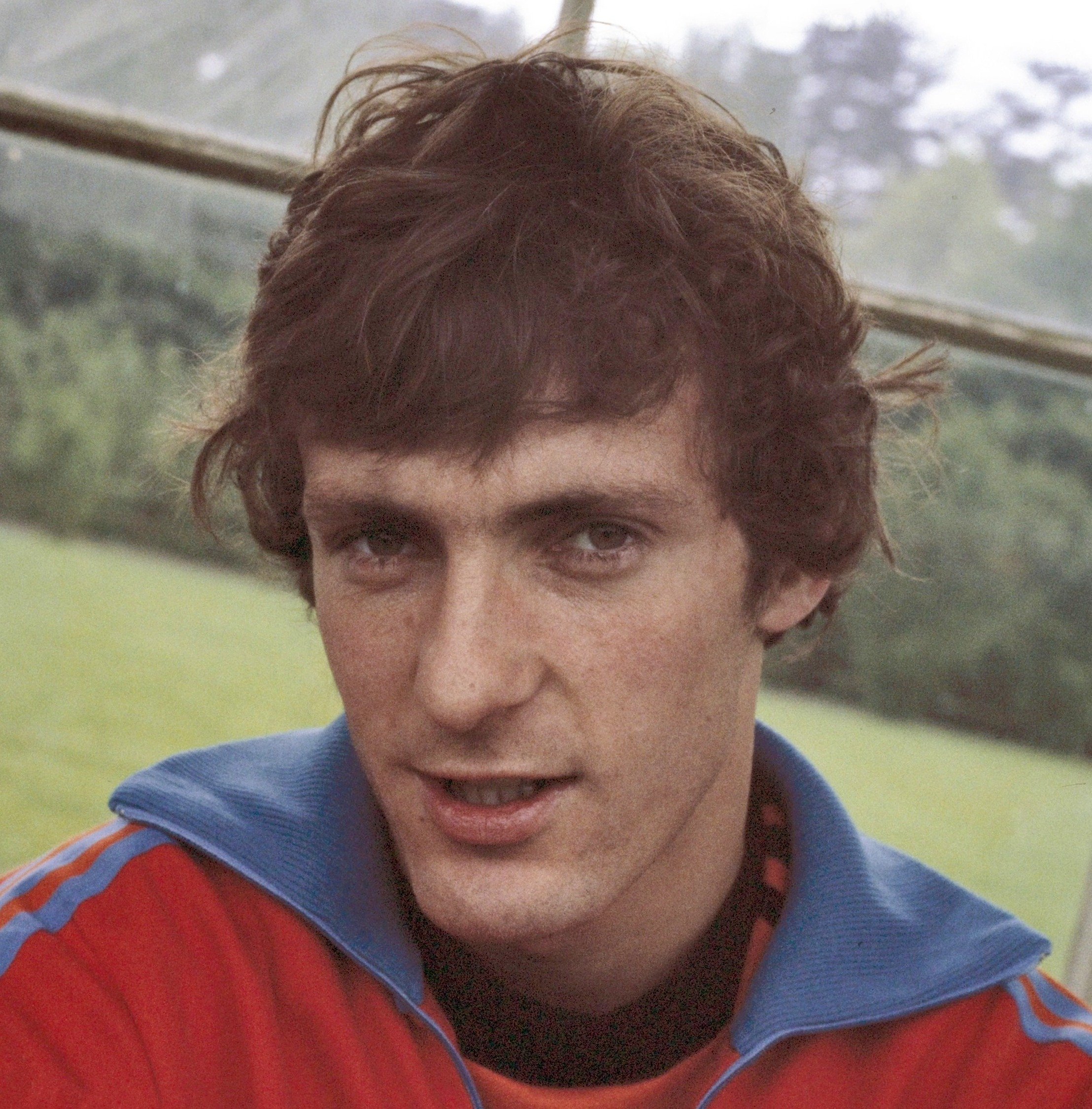
Jan Poortvliet (verdediger)
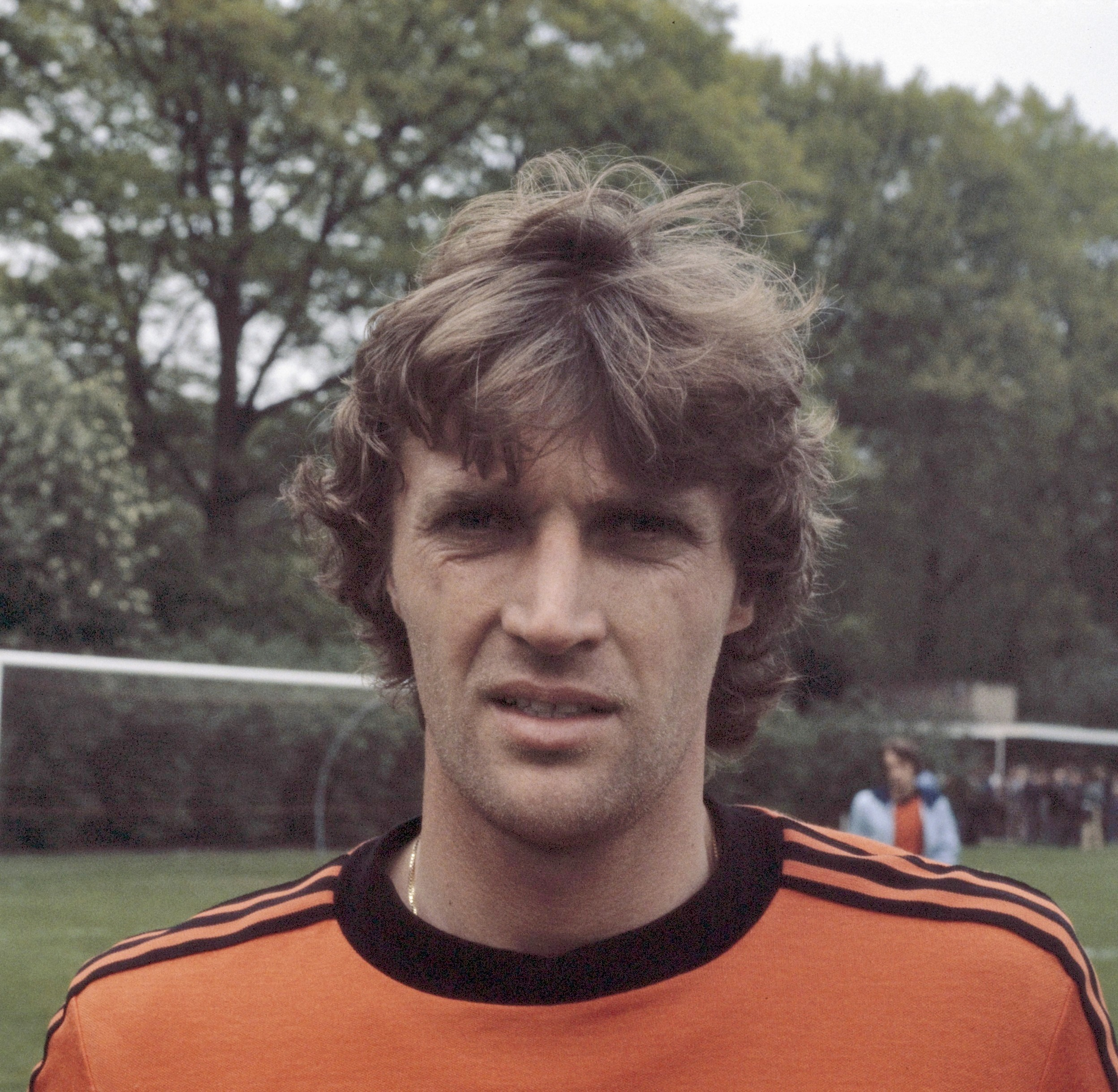
Ruud Krol (verdediger)
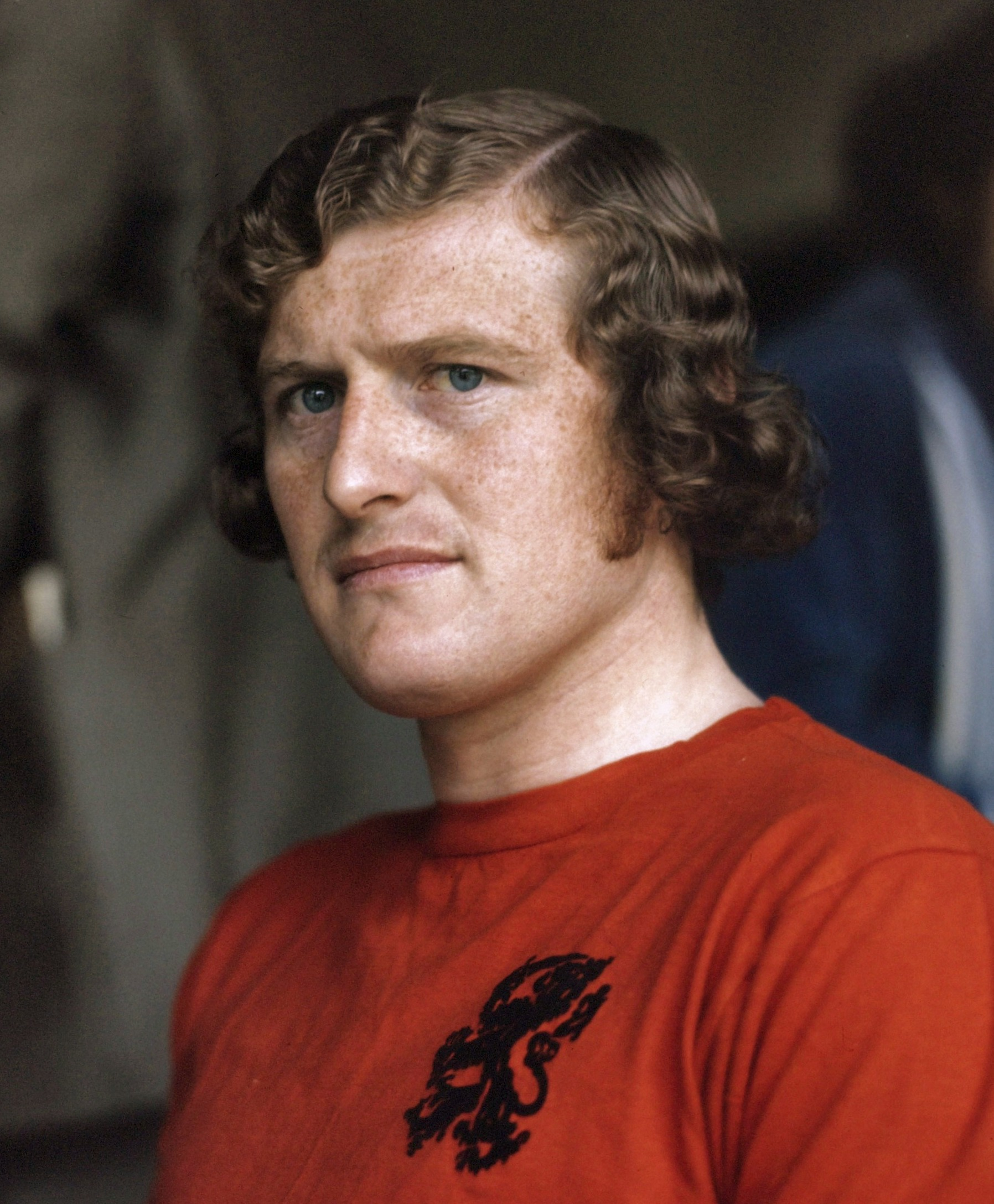
Wim Jansen (middenvelder)
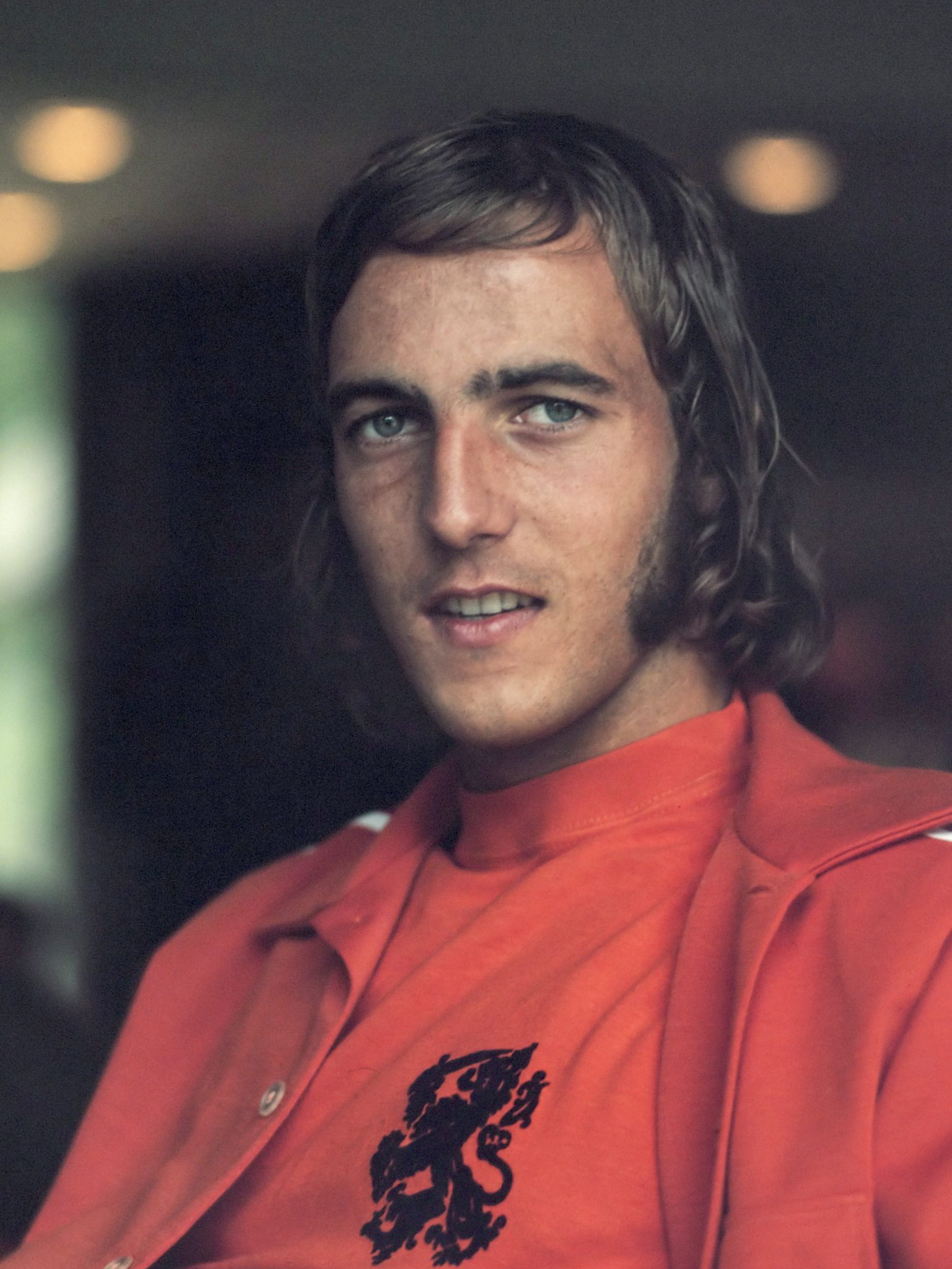
Johan Neeskens (middenvelder)
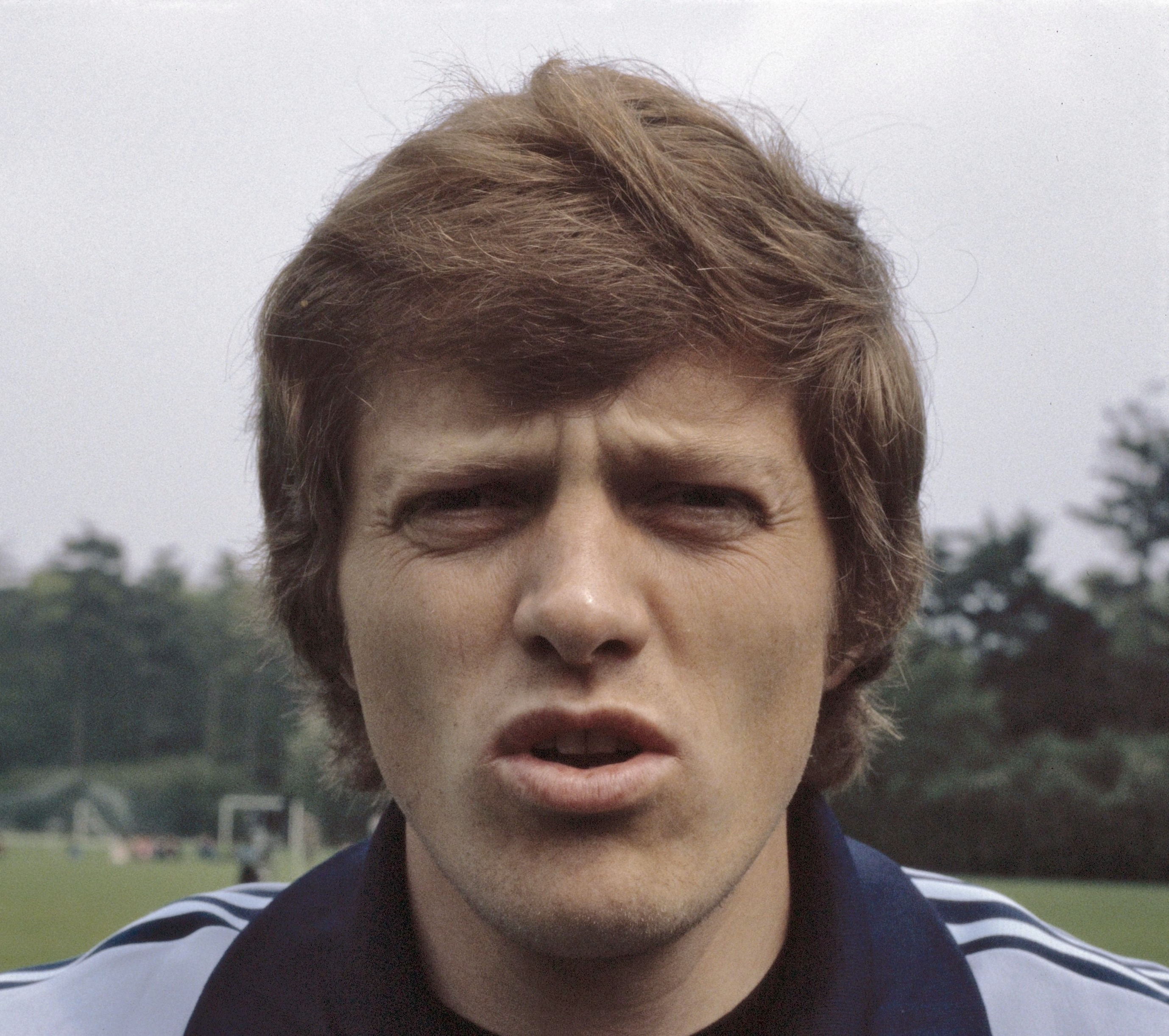
Arie Haan (middenvelder)
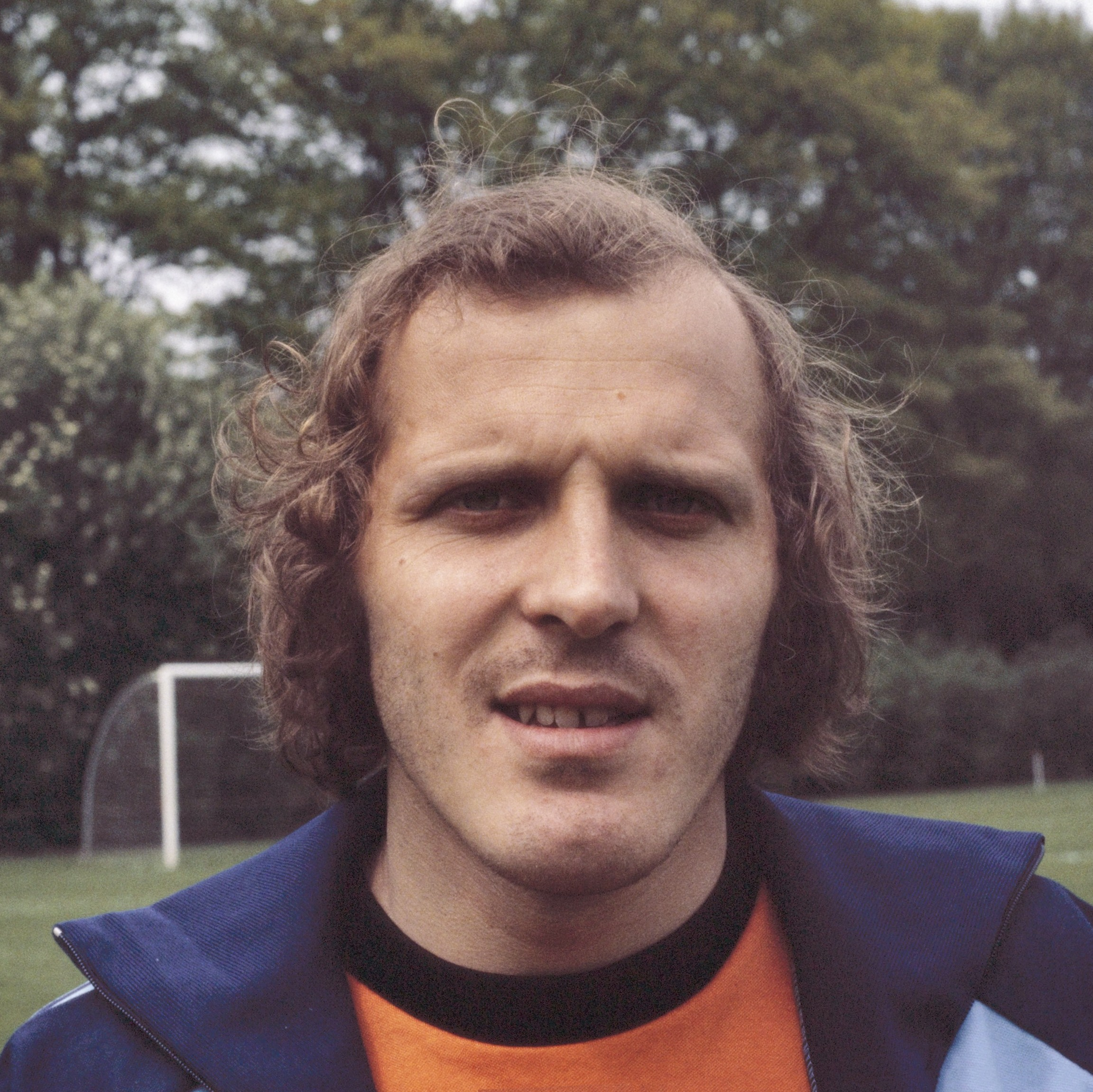
René van de Kerkhof (aanvaller)
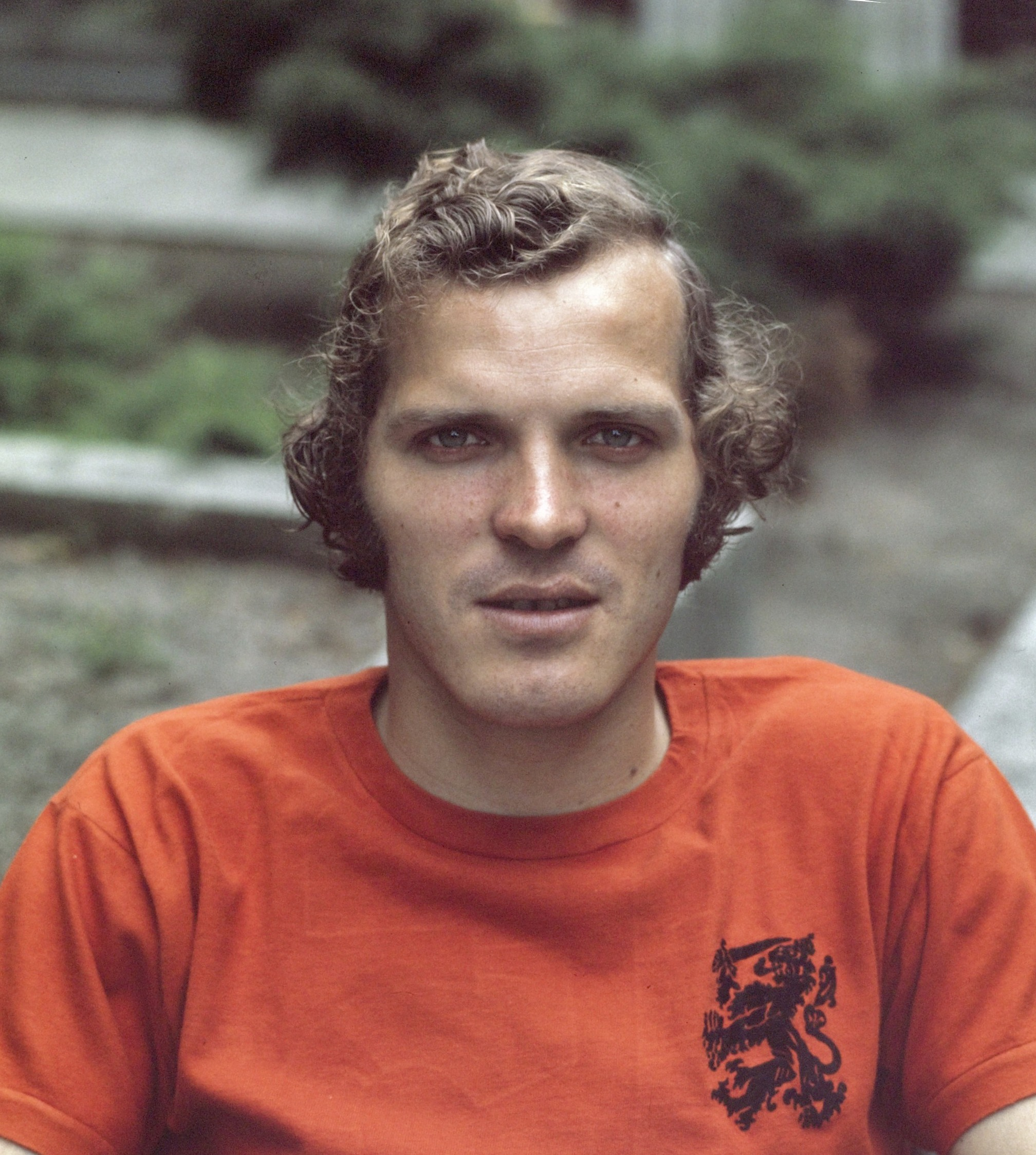
Willy van de Kerkhof (middenvelder)
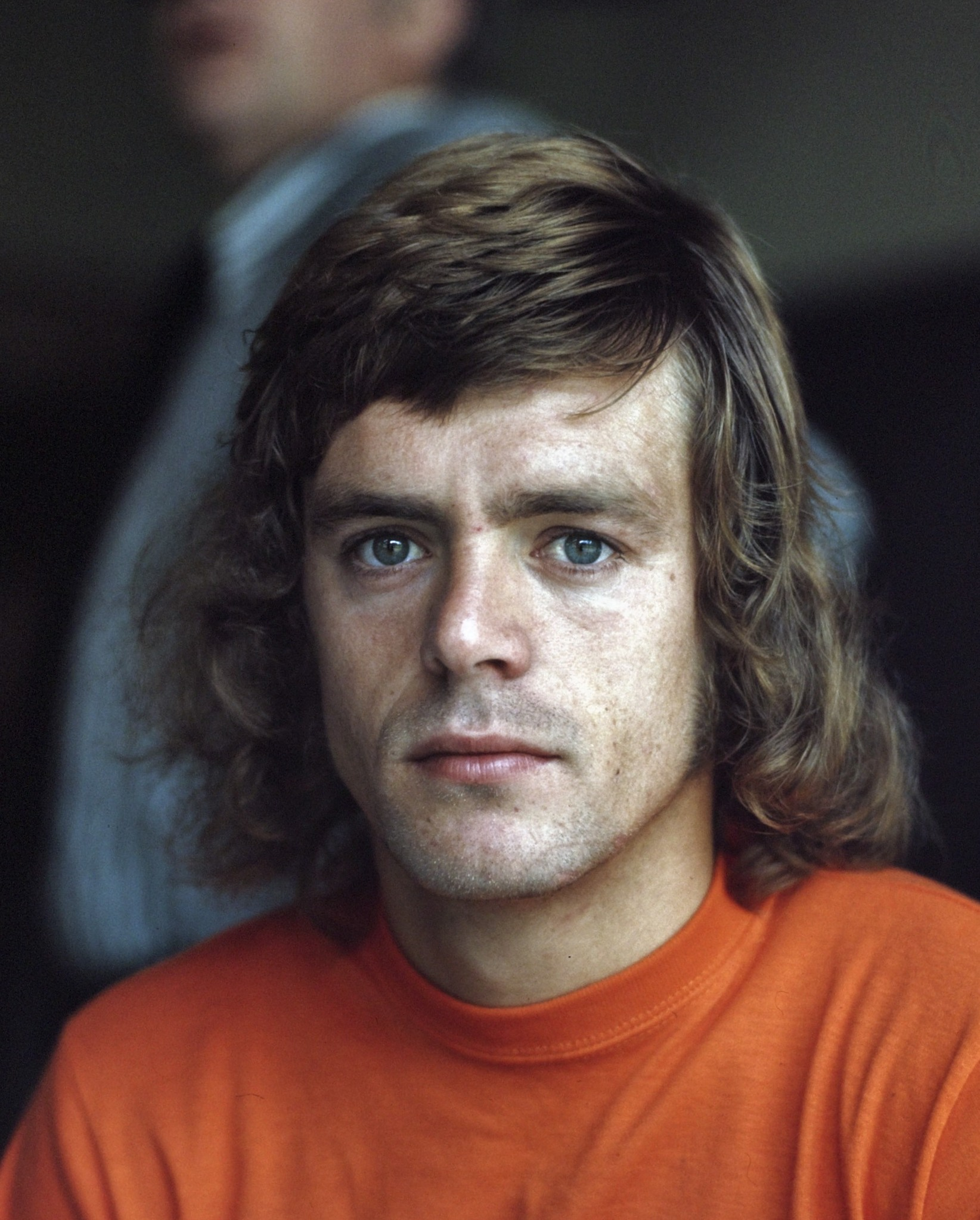
Johnny Rep (aanvaller)
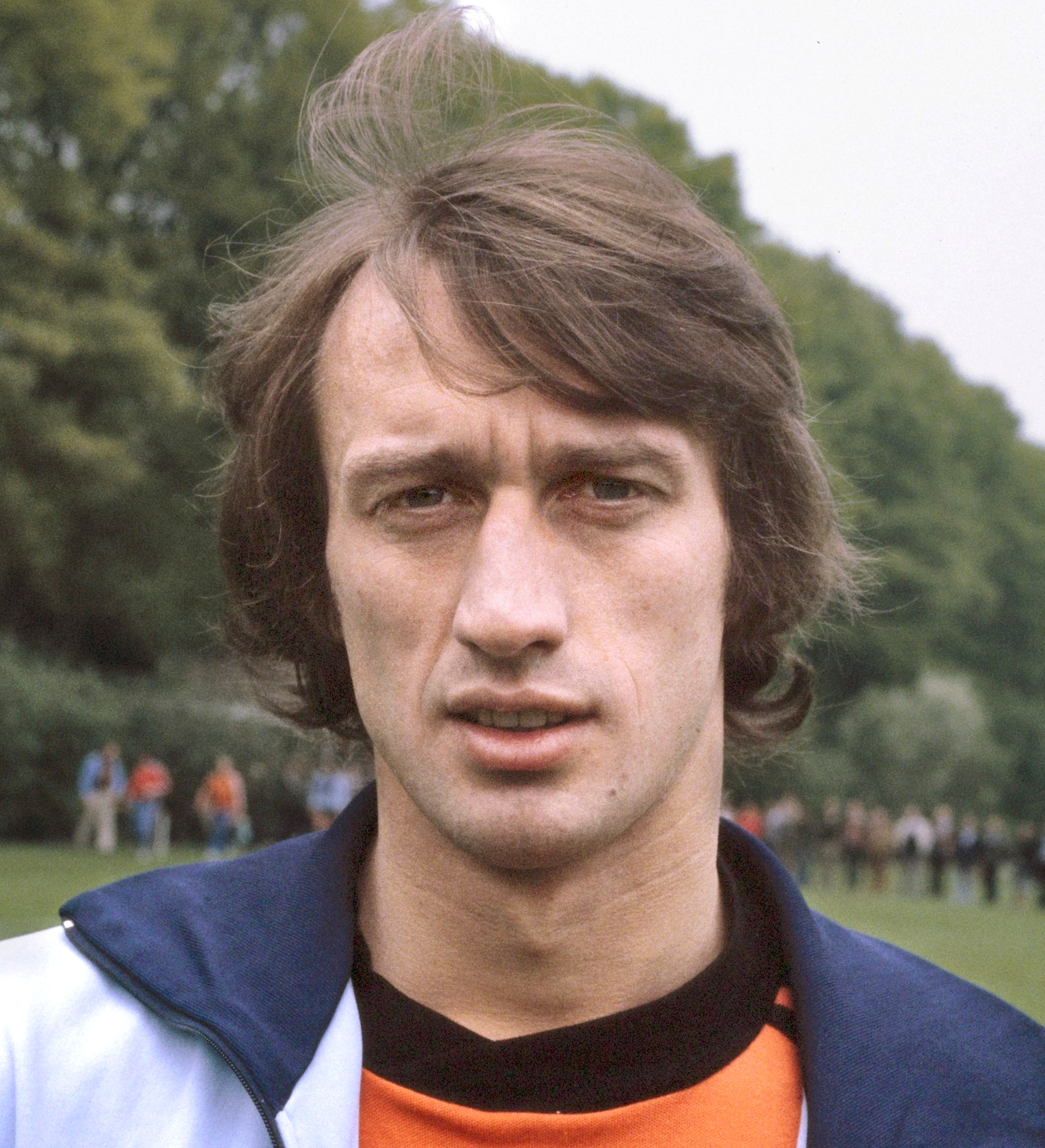
Rob Rensenbrink (aanvaller)

KNVB ·
A-internationals ·
Bondscoaches (m) ·
Topscorers ·
Nederlands vrouwenelftal ·
Bondscoaches (v) ·
Nederland B ·
Olympisch elftal ·
Jong Oranje ·
Nederland –20 ·
Nederland –19 ·
Nederland –18 ·
Nederland –17 ·
Nederland –16 ·
Nederland –15 ·
Nederlands amateurelftal ·
Nederlands zaterdagelftal ·
Jong OranjeLeeuwinnen ·
Vrouwen –20 ·
Vrouwen –19 ·
Vrouwen –18 ·
Vrouwen –17 ·
Vrouwen –16 ·
Vrouwen –15 ·
Militair mannenelftal ·
Militair vrouwenelftal ·
Strandteam ·
Vrouwen Strandteam ·
Futsalteam ·
Vrouwen Futsalteam

EK-wedstrijden ·
WK-wedstrijden ·
Resultaten kwalificaties en eindronden ·
Nederland B-wedstrijden ·
Officieuze wedstrijden ·
EK-wedstrijden vrouwen ·
WK-wedstrijden vrouwen ·
Resultaten vrouwen kwalificaties en eindronden
1905 – 1919 ·
1920 – 1929 ·
1930 – 1939 ·
1940 – 1949 ·
1950 – 1959 ·
1960 – 1969 ·
1970 – 1979 ·
1980 – 1989 ·
1990 – 1999 ·
2000 – 2009 ·
2010 – 2019 ·
2020 – 2029
2015 ·
2016 ·
2017 ·
2018 ·
2019 ·
2020 ·
2021 · 
2022
EK's: 1976 · 
1980 · 
1988 · 
1992 · 
1996 · 
2000 · 
2004 · 
2008 · 
2012 · 
2020 · 
2024
WK's: 1934 · 
1938 · 
1974 · 
1978 · 
1990 · 
1994 · 
1998 · 
2006 · 
2010 · 
2014 · 
2022
OS: 1908 ·
1912 ·
1920 ·
1924 ·
1928 ·
1948 ·
1952 ·
2008
Albanië ·
Andorra ·
Argentinië ·
Armenië ·
Australië ·
België ·
Bosnië en Herzegovina ·
Brazilië ·
Bulgarije ·
Canada ·
Chili ·
China ·
Colombia ·
Costa Rica ·
Curaçao ·
Cyprus ·
DDR ·
Denemarken ·
Duitsland ·
Ecuador ·
Egypte ·
Engeland ·
Estland ·
Faeröer ·
Finland ·
Frankrijk ·
GOS · 
Georgië ·
Ghana ·
Gibraltar ·
Griekenland ·
Hongarije ·
Ierland ·
IJsland ·
Indonesië ·
Iran ·
Israël ·
Italië ·
Ivoorkust ·
Japan ·
Joegoslavië ·
Kameroen ·
Kazachstan ·
Kroatië ·
Letland ·
Liechtenstein ·
Luxemburg ·
Malta ·
Marokko ·
Mexico ·
Moldavië ·
Montenegro ·
Nederlandse Antillen ·
Nigeria ·
Noord-Ierland ·
Noord-Macedonië ·
Noorwegen ·
Oekraïne ·
Oostenrijk ·
Paraguay ·
Peru ·
Polen ·
Portugal ·
Qatar ·
Roemenië ·
Rusland ·
Saarland ·
San Marino ·
Saoedi-Arabië ·
Schotland ·
Senegal ·
Servië en Montenegro ·
Slovenië ·
Slowakije ·
Sovjet-Unie ·
Spanje ·
Suriname ·
Thailand ·
Tsjechië ·
Tsjecho-Slowakije ·
Tunesië ·
Turkije ·
Uruguay ·
Verenigd Koninkrijk ·
Verenigde Staten ·
Wales ·
Wit-Rusland ·
Zuid-Afrika ·
Zuid-Korea ·
Zweden ·
Zwitserland
Argentinië (1978) ·
Argentinië (2006) ·
Argentinië (2014) ·
Argentinië (2022) ·
Australië (2014) ·
Brazilië (2014) ·
Chili (2014) · 
Costa Rica (2014) ·
Denemarken (2010) ·
Denemarken (2012) ·
Duitsland (2012) · 
Ecuador (2022) · 
Frankrijk (2008) ·
Italië (2008) ·
Ivoorkust (2006) ·
Japan (2010) ·
Kameroen (2010) ·
Mexico (2014) · 
Noord-Macedonië (2021) · 
Oekraïne (2021) · 
Oostenrijk (2021) · 
Portugal (2006) ·
Portugal (2012) ·
Portugal (2019) ·
Qatar (2022) ·
Roemenië (2008) ·
Rusland (2008) ·
San Marino (2011) ·
Senegal (2022) ·
Servië en Montenegro (2006) ·
Sovjet-Unie (1988) ·
Spanje (2010) ·
Spanje (2014) ·
Tsjechië (2021) · 
Uruguay (2010) ·
Verenigde Staten (2022) · 
West-Duitsland (1974)